# Xyletobius serricornis
Xyletobius serricornis är en skalbaggsart som beskrevs av Blackburn och Sharp 1885. Xyletobius serricornis ingår i släktet Xyletobius och familjen trägnagare. Inga underarter finns listade i Catalogue of Life.